# Maison des Sept Colonnes
La maison des Sept Colonnes est un édifice situé à Alençon, en France. Elle date du XVe siècle et est inscrite au titre des monuments historiques.

## Localisation
Le monument est situé dans le département français de l'Orne, à Alençon, aux numéros 2-4-6-8 rue du Château et 160 Grande-Rue, dans le quartier Saint-Léonard.

## Historique
L'édifice est daté du XVe siècle, peut-être sur des bases plus anciennes.
Il est vendu à une société civile immobilière en 1990, mais des désordres apparaissent au grand jour lors de la tempête de 1999, liés à des travaux réalisés dans les années 1980. De nouveaux travaux réalisés avant la vente ne l'auraient pas été dans les règles de l'art.
L'édifice est étayé en juillet 2004 et vidé des habitants puis du commerce en 2014.
La maison est inscrite au titre des monuments historiques depuis le 5 mars 2007.
Les travaux de rénovation de la toiture et de la façade sont terminés en septembre 2024 tandis que l’aménagement intérieur se poursuit, alors que l'immeuble demeure en vente. L'immeuble doit à terme accueillir un commerce et trois logements.

## Architecture
La maison est « un édifice emblématique de l'architecture civile d'Alençon, à pan de bois et à pignon sur rue ».